# 兰亭集势
兰亭集势（英語：LightInTheBox）是一家在线商对客（B2C）互联网跨境电子商务公司。

## 历史
兰亭集势成立于2007年，总部位于新加坡，同时在加利福尼亚、上海、深圳、北京、成都、武汉、苏州、东莞、嘉兴和广州以及东南亚等地区设有分公司。
兰亭集势早期一共获得四轮投资，分别是：2007年徐小平的天使投资（10万美元），2008年联创策源投资（500万美元），2009年联创策源和金沙江创投投资（1,127万美元），以及2010年C轮金沙江创投、挚信资本和联创策源投资（3,500万美元）。
2013年6月6日，兰亭集势在纽约证券交易所上市，交易代码为"LITB"，成为中国跨境电商第一股。
2015年6月11日，奥康国际曾以每股6.3美元的价格收购兰亭集势25.66%股份，交易对价总额为7734.45万美元（当时约合人民币4.8亿元）。
2016年3月17日，卓尔集团透过全资子公司——卓尔跨境电子商务投资有限公司收购兰亭集势增发的4250万股普通股，占兰亭集势释后总股本30%。交易还包括卓尔投资获得以每股2.75美元收购兰亭集势745.5万股普通股，共持35%股份，总投资6.28亿元人民币，成为第一大股东。
2018年11月8日，兰亭集势以总计8,555万美元的价格收购新加坡知名电商ezbuy，至此拥有兰亭集势和ezbuy两个主要购物平台，服务全球140多个国家、27种语言的消费者。
2019年12月10日，兰亭集势发布了2019年9月30日未经审计的2019年第三季度财报。财报显示，兰亭集势第三季度净营收为5990万美元，与去年同期的4450万美元相比增长34.6%。
2020年4月23日，兰亭集势对外公布了截至2019年12月31日未经审计的第四季度及全年财报。财报显示，兰亭集势2019年全年净营收为2.436亿美元，毛利润为9760万美元，实现年度净利润110万美元。
2020年6月19日，兰亭集势公布了截至2020年3月31日未经审计的2020年一季度财报。财报显示，2020年一季度，公司实现总营收5150万美元，同比上涨1.3%，低于市场预期的7849万美元。调整后EBITDA实现盈利140万美元，去年同期为亏损790万美元。
2020年8月6日，兰亭集势任命Wenyu Liu为公司首席增长官（CGO），任命Yuanjun Ye为首席财务官（CFO）。
2020年8月19日，兰亭集势公布了截至2020年6月30日未经审计的2020年二季度及半年财报。财报显示，2020年第二季度总营收为1.139亿美元，与去年同期5810万美元相比增长95.9%；净利润实现扭亏为盈，获利850万美元。上半年总营收为1.654亿美元，而2019年同期为1.09亿美元，同比增长51.7%。净利润同比实现扭亏为盈，共计获利920万美元。
2020年12月7日，兰亭集势发布了截至2020年9月30日未经审计的2020年第三季度及2020财年前9月财报，财报显示，该公司第三季度总营收为1亿美元，与上年同期的5990万美元相比增长了67.0%；净利润为730万美元，而上年同期净利润1000万美元。
2021年3月19日，兰亭集势发布了截至2020年12月31日未经审计的第四季度及全年财报，财报显示，2020全年，公司实现总营收3.98亿美元，较去年增长63.4%；同期的EBITDA（税息折旧及摊销前利润）实现2280万美元的正向收益，而2019年亏损910万美元。基于当前业务表现，兰亭集势预计2021第一季度的总营收在1.1亿美元至1.25亿美元之间，同比增长预计达到114%至143%之间。 （页面存档备份，存于）
2022年6月，兰亭集势（NYSE:LITB）公布2022年一季度业绩，营收实现9380万美元，服装品类销售额占总营收 71.7%，较去年同期的 5910 万美元，增长 13.7% 至 6720 万美元。服饰成为主要增长引擎。

## 荣誉
曾经荣获Paypal「2008年度最佳创新公司奖」等殊荣。年销售额已超过10亿元人民币，网站注册用户数量达数百万，遍布美洲、欧洲、亚洲、中东等地区。

## 外部連結
- 主站网址：LightInTheBox（页面存档备份，存于）
- 法语站网址：LightInTheBox FR（页面存档备份，存于）